# Dmitri Klokov
Dmitri Viatcheslavovitch Klokov (en russe : Дмитрий Вячеславович Клоков) est un haltérophile né le 18 février 1983 à Balachikha, concourant dans la catégorie des - de 105 kg. Il mesure 182 centimètres.

## Biographie
Il est le fils du champion du monde Viatcheslav Klokov, qui a également participé dans la catégorie poids lourds.
Il est devenu champion du monde aux championnats d'haltérophilie en 2005, avec un total de 419 kg. Klokov a également participé en 2005 et en 2006 à l'Arnold Sports Festival à Columbus, Ohio.
Aux Championnats du monde de 2006 et 2007, il s'est classé 3e.
Klokov a remporté la médaille d'argent aux Jeux olympiques d'été de 2008, avec un total de 423 kg. En 2010, il remporte la médaille d'or aux Championnats d'Europe et la médaille d'argent aux Championnats du monde.